# Красники (Гродненская область)
Кра́сники (бел. Кра́снікі) — деревня в Берестовицком районе Гродненской области Белоруссии. Входит в состав Олекшицкого сельсовета.

## История
До сентября 1939 года деревня была частью Польши.
С 17 сентября 1939 года вошла в состав Белорусской ССР.
С 1991 года входит в состав независимой Белоруссии.
Ранее существующие усадьба и церковь св. Михаила Архангела и Марии Магдалины не дожили до наших времён. В деревне сохранились только некоторые хозяйственные постройки. 
По общему списку с 1921 г. в Красниках проживало 46 человек, все поляки.

## Население
- 1999 — 5 человек
- 2010 — 2 человека